# Charles O. Holliday
Charles Otis "Chad" Holliday, Jr., född 9 mars 1948, är en amerikansk företagsledare som var senast styrelseordförande för det nederländsk-brittiska petroleumbolaget, Royal Dutch Shell plc mellan den 19 maj 2015 och 18 maj 2021.
Han var dessförinnan president (1997-1998), ledamot (1997-2009), vd (1998-2008) och styrelseordförande (1999-2009) för kemikoncernen E. I. du Pont de Nemours and Company (Dupont); ledamot (1997-2003) för halvledartillverkaren Analog Devices, Inc.; ledamot (2002-2006) för vårdföretaget Hospital Corporation of America (HCA); ledamot (2009-2015) och styrelseordförande (2010-2014) för bankkoncernen Bank of America Corporation och ledamot (2007-2016) för anläggningsmaskinsföretaget Deere & Company. Holliday är idag ledamot för infrastrukturföretaget CH2M Hill Companies, Ltd sedan 2012 och en andra gång för HCA sedan 2016.
Han avlade en kandidatexamen i industriell ekonomi vid University of Tennessee.